# Otto I xứ Sachsen
Otto I (k. 830/40 – 30 tháng 11 năm 912), còn gọi là Otto Lừng danh (tiếng Đức: Otto der Erlauchte), là Dux của xứ Saxonia từ năm 880 cho đến khi qua đời. Ông là thành viên của Vương triều Otto.